# 吉島橋
吉島橋（よしじまばし）とは、広島県広島市中区にある旧太田川（本川）に架かる道路橋。

## 概要
広島市道霞庚午線整備に伴い、1988年開通。広島市中区舟入南と中区吉島西を結んでいる。この橋の架橋（および市道霞庚午線の敷設）は戦前から計画されていたが、原爆被災で焼け残った吉島地区南部などで用地買収が難航したことから、戦後しばらくの間架橋が実現しなかった事情がある。
上流に舟入橋、下流に広島高速3号線（広島南道路）筋の橋がある。東詰には広島市立吉島小学校などがあり、住宅地となっている。その南の光南、南吉島は工場も多くある。東詰から東に進み吉島地区を通り南千田橋を渡ると、千田公園や修道中学校・修道高等学校などがある千田町、南千田西町となる。西詰は広電江波線舟入南電停のある舟入南、さらに西に進み昭和大橋を渡ると観音地区となり、その西の庚午橋を渡ると庚午地区で国道2号（宮島街道）に接続する。

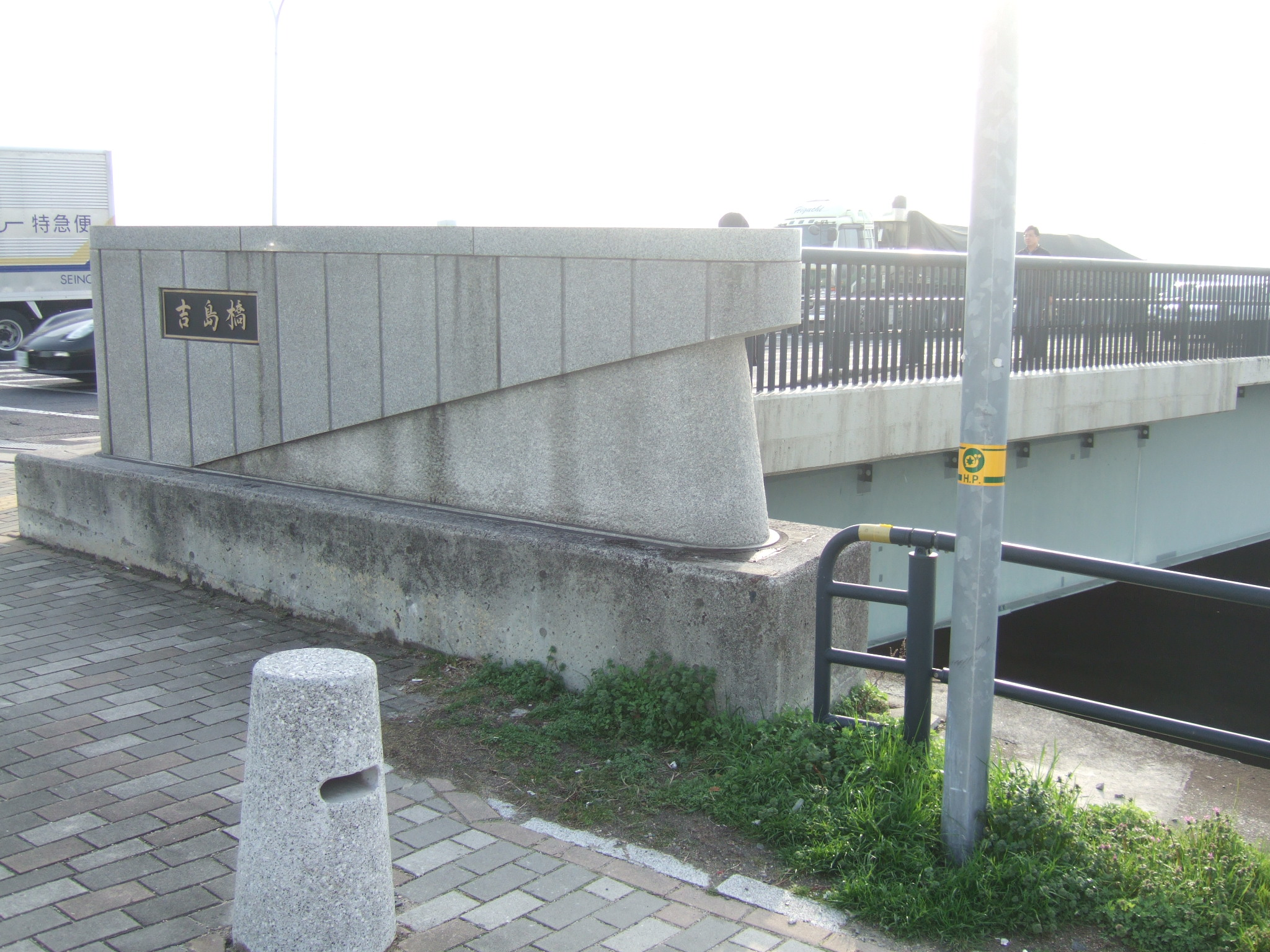
欄干、橋名板